# Modesto Faustini

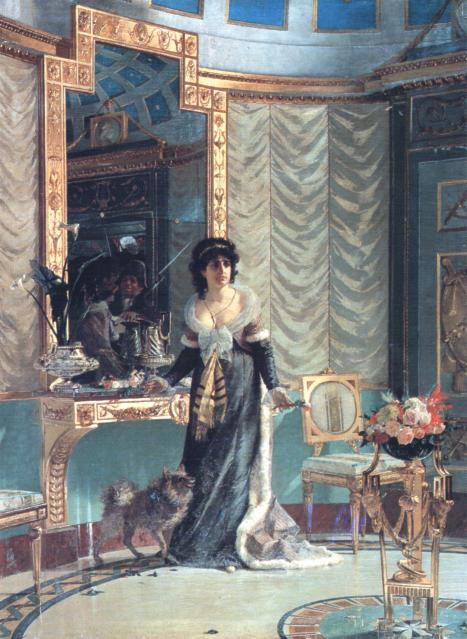
Arresto di Luisa Sanfelice.

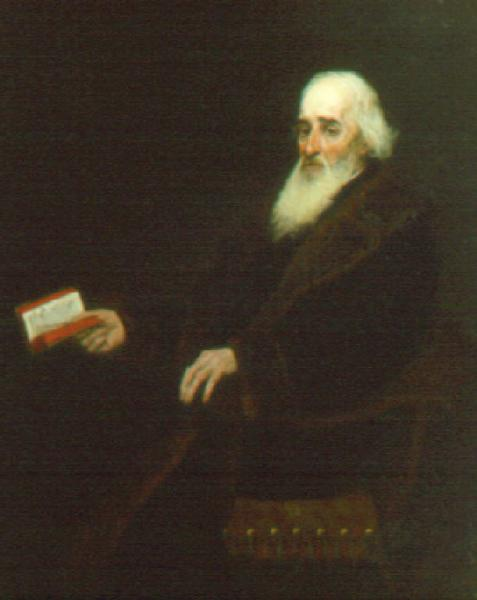
Ritratto del conte Leopardo Martinengo da Barco, Pinacoteca Tosio Martinengo di Brescia.

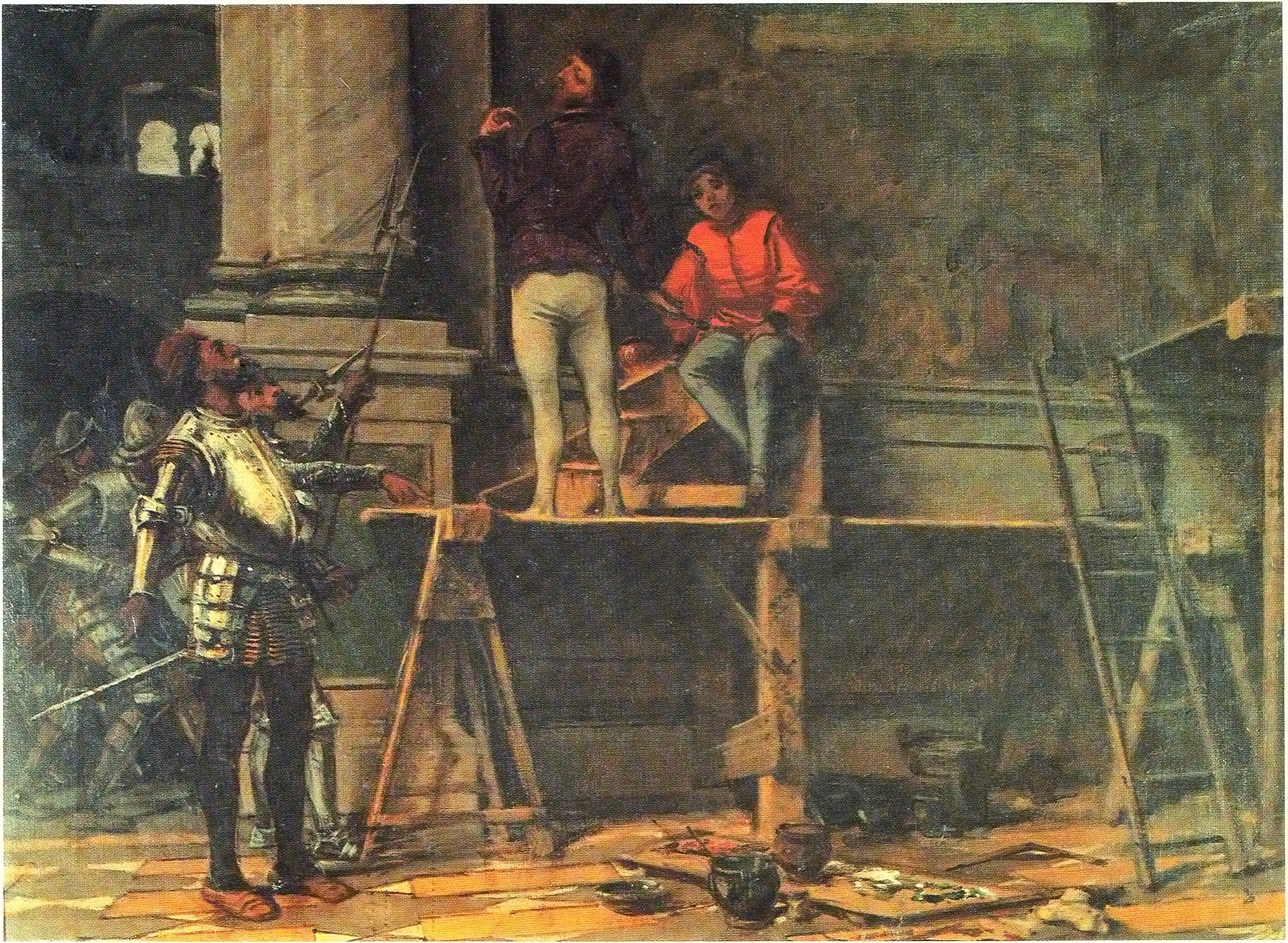
Floriano Ferramola rifiuta di abbandonare il cantiere davanti alle truppe di Gaston de Foix, Pinacoteca Tosio Martinengo di Brescia.

Modesto Faustini (Brescia, 27 maggio 1839 – Roma, 23 marzo 1891) è stato un pittore italiano.

## Biografia
Orfano di entrambi i genitori in giovanissima età, fu istruito dapprima come sarto, in seguito come carpentiere in un orfanotrofio di Brescia, in seguito completò la sua formazione artistica presso l'Accademia di Brera supportato da una borsa di studio di Tosio Martinengo, discepolo di Giuseppe Bertini. Nel 1869, grazie all'assegnazione di uno stipendio alla competizione bresciana per corsi di perfezionamento artistici, si trasferì a Roma. La sua produzione è particolarmente incline alla realizzazione di cicli a fresco di soggetti sacri.
Nel 1889 fu nominato presidente dell'Accademia degli acquarellisti.
Sue opere si conservano alla Galleria nazionale d'arte moderna e contemporanea di Roma, al Museo Revoltella di Trieste, alla Pinacoteca Tosio Martinengo, al Museo del Risorgimento e alla Galleria Agnellini Arte Moderna di Brescia, alla Galleria civica d'arte moderna e contemporanea di Torino. Moltissime opere si trovano in raccolte private lombarde.

## Opere

### Quadri
- 1878, Arresto di Luisa Sanfelice, olio su tela.
- 1877, Re Umberto e Regina Margherita, ritratti.
- 1880, Janghen Var, ispirato a "Costantinopoli" di Edmondo De Amicis.
- 1883, Testa di moro.
- 1884, Santa Teresa in estasi, pastello su carta.
- 1887, Due figurine e Castelli in aria, esposti a Venezia.
- XIX secolo, Allegoria della Giustizia, pastello.
- XIX secolo, Nudo in un interno dell'antica Roma, acquarello.
- XIX secolo, Venere e Amore.
- XIX secolo, Sogno di Primavera.
- XIX secolo, Profilo di bambina seduta in costume locale, acquarello.
- XIX secolo, Ritratto del figlio di Arnaldo Faustini, matita su carta.
- XIX secolo, Veduta campestre.
- XIX secolo, Sante Cecilia, Caterina e Lucia, opera della quale la Promotrice delle Belle Arti di Torino ordinò l'incisione all'acquaforte.
- XIX secolo, Vergine che protegge Cologne, pala d'altare, opera custodita nell'altare della Vergine del duomo di San Gervasio e San Protasio di Cologne.
- XIX secolo, Pala, altare di San Francesco, opera nella chiesa madre di Santa Maria degli Angeli di Rasa di Velate.

Brescia
- 1872, Ciociarina all'acquasantiera di San Pietro, olio su tela.
- 1870, Figura femminile in costume ciociaro.
- 1875, Visione di San Francesco d'Assisi, commissione di Costantino Tonta.
- 1881, Amore degli Angioli, Galleria Agnellini Arte Moderna di Brescia.
- 1884, Monaca di Monza.
- XIX secolo, Beato Angelico pittore in estasi.
- XIX secolo, Ritratto della principessa margherita di savoia giovane.
- XIX secolo, Carlo V raccoglie il pennello a Tiziano.
- XIX secolo, Bersagliere che scaccia la morte.
- XIX secolo, Autoritratto con cappello di paglia.

Pinacoteca Tosio Martinengo: 
- 1867, La congiura, olio su tela, olio su tela.
- 1868, San Luigi Gonzaga, olio su tela.
- 1884, Ritratto del conte Leopardo Martinengo da Barco,
- 1884, Il Cardinale.
- 1877, Nozze pompeiane o Idillio pompeiano.
- XIX secolo, Carezze del mattino.
- XIX secolo, Visita inaspettata.
- XIX secolo, Floriano Ferramola rifiuta di abbandonare il cantiere davanti alle truppe di Gaston de Foix, olio su tela.
- XIX secolo, Ritratto di don Eugenio Dallola, suo benefattore, proveniente dalle proprietà Marini, opera donata nel 1921.
- 1889 - 1890, Cartoni preparatori dei ventinove studi per affreschi della Cappella Pacheco di Buenos Aires.

Roma
Galleria nazionale:
- 1885, Addolorata, Maddalena, Cristo in croce, pastelli per l'Esposizione della Società degli amatori e cultori delle belle arti.
- XIX secolo, Bozzetti (9) serviti per gli affreschi dei santuari di Loreto e di Santa Maria delle Grazie a Brescia, acquisto del governo italiano.

Torino
- 1883, Soldato di ventura, Museo civico di Torino.
- 1883, Ritratto della signora Sangiorgi Schieroni, Museo civico di Torino.
- 1884, Sogno di primavera e Sogno di autunno, esposti a Torino.
- 1884, Ritratto d'uomo, Sogno d'inverno, Sogno d'autunno, Riva del Garda, olio su tela, opere realizzate per la partecipazione all'Esposizione generale italiana di arte contemporanea di Torino.

### Affreschi
- 1864, Milano, Giovanni Antonio Amadeo e Michelangelo, due dipinti a fresco su medaglioni, prime opere giovanili, portico superiore del palazzo di Brera.
- 1878c., Sassari, decorazione dell'aula consiliare del palazzo della Provincia.
- 1878c., Nizza, ciclo di affreschi per la villa del console italiano a Pietroburgo, .
- 1878 - 1884, Brescia, ciclo comprendente gli episodi Annunciazione, Visitazione, Coro angelico, apostoli, angeli, santi, tempera a encausto nei clipei e lunette delle arcate, opere realizzate sulla parete dei santuario della Madonna delle Grazie dell'architetto Antonio Tagliaferri.[2]
- XIX secolo, Brescia, Quattro Angeli, tempere, opere realizzate nella Cappella del Santissimo Sacramento della chiesa di San Giovanni Evangelista.
- 1886 - 1890, Loreto, ciclo di affreschi raffigurante Storie di San Giuseppe: Sogno di San Giuseppe, Fuga in Egitto, Bottega di San Giuseppe falegname con Maria Vergine e Gesù Bambino, Sacra Famiglia nella Casa di Nazareth, Morte di San Giuseppe, opere realizzate nella Cappella di San Giuseppe o Cappella Spagnola della Basilica della Santa Casa.
- 1889 - 1890, Buenos Aires, ciclo raffigurante l'Annunciazione, Nascita di Maria, Calvario, Incoronazione di Maria, affreschi, opere realizzate per la morte di una giovanissima sposa nella Cappella Pacheco.

Roma:
- XIX secolo, ciclo di affreschi, tra cui un bellissimo dipinto che ripete i motivi di un suo celebre quadro - Gli amori degli angeli - della Galleria d'arte moderna di Brescia. Opere realizzate su commissione del deputato Carlo Menotti a palazzo Menotti.
- XIX secolo, ciclo di affreschi raffiguranti un immaginario gazebo con uccelli, animali esotici, opere realizzate nel salone di Villa Mirafiori.
- 1887, ciclo di allegorie raffiguranti il Dio Amore che accarezza l'Arte, il Genio che illumina le tre Grazie e in un angolo, sotto un albero, l'Artista biancovestito affreschi del soffitto del salone del Circolo artistico internazionale di palazzo Patrizi Naro Montoro.

## Galleria d'immagini
|                       |                |                                                            |                       |
| Sogno di San Giuseppe | Fuga in Egitto | Bottega di San Giuseppe falegname con Maria e Gesù Bambino | Morte di San Giuseppe |